# Las Vegas Aces (WNBA)
Die Las Vegas Aces sind eine US-amerikanische Damen-Basketball-Mannschaft der Women’s National Basketball Association mit Sitz in Paradise im US-Bundesstaat Nevada. Das Team war ursprünglich in Utah beheimatet und spielte von 2003 bis 2017 in San Antonio. Erst mit dem Umzug nach Nevada wurde das Team erfolgreich. Nach einer Finalteilnahme 2020 konnte 2022 erstmals der WNBA-Titel gewonnen werden.

## Geschichte

### Beginn in Utah (1997 bis 2002)
- Hauptartikel: Utah Starzz

Bis zum Jahre 2002 hatte das Team sein zu Hause in Salt Lake City, Utah unter dem Namen Utah Starzz, die wie alle anderen Teams in der Liga im Besitz der NBA waren. Als sich 2002 die NBA dazu entschied, alle Mannschaften an die in derselben Stadt beheimateten NBA-Teams oder an Dritte zu verkaufen, war niemand an dem Franchise interessiert.

### Zeit in San Antonio (2003 bis 2017)
- Hauptartikel: San Antonio Stars

Im Gegensatz zu anderen Mannschaften, die wegen des fehlenden Interesses aufgelöst werden musste, wurde das Franchise an die Besitzer der San Antonio Spurs verkauft und nach San Antonio umgesiedelt, wo aus den Starzz die Silver Stars wurden. Größter Erfolg in San Antonio war das Erreichen der WNBA-Finals im Jahr 2008. Ab der Saison 2014 spielte das Team unter dem Namen Stars. Nach der Saison 2017 wurde das Franchise nach Las Vegas verkauft.

### Wechsel nach Las Vegas (ab 2018)
Vor der Spielzeit 2018 wurde das Team nach Las Vegas verlagert und spielt dort als Las Vegas Aces. In der ersten Saison nach dem Umzug konnte die Anzahl der Siege zwar deutlich gesteigert werden, aber die Playoffs wurden als neuntbestes Team der Liga knapp verfehlt. In der zweiten Saison in Nevada konnte das Team erstmals die Playoffs erreichen. Als viertbestes Team der WNBA in der Saison 2019 hatten es in der 1. Runde ein Freilos und in der 2. Runde konnte das Team der Chicago Sky geschlagen werden. Die erste Playoff-Teilnahme endete erst in den WNBA-Semifinals gegen den späteren Meister der Washington Mystics. Die Spielzeit 2020 war dann noch erfolgreicher. Erstmals in Las Vegas konnten die Aces die reguläre Saison als bestes Team der Western Conference abschließen. Nach Freilosen in den ersten beiden Playoff-Runden konnten im Halbfinale die Connecticut Sun knapp geschlagen werden und damit erstmals die Finals erreicht werden. Diese gingen dann gegen die Seattle Storm verloren, die zum vierten Mal den WNBA-Titel holten. 2021 war das Team zwar wieder das beste Team der Conference, aber die Playoffs endeten mit einer überraschenden Niederlage gegen die Phoenix Mercury vorzeitig. In der Saison 2022 konnte man zwar nicht an die Bilanzen der beiden Vorjahre anknüpfen, war aber zum dritten Mal in Folge das beste Team im Westen. In den Playoffs konnte man dann mit den Mercury und den Storm die Teams besiegen, die in den letzten Jahren die Saison der Aces beendeten. In den WNBA-Finals traf man dann auf das Team aus Connecticut, das mit 3:1 Spielen besiegt werden konnte und somit ging der WNBA-Titel erstmals nach Las Vegas.

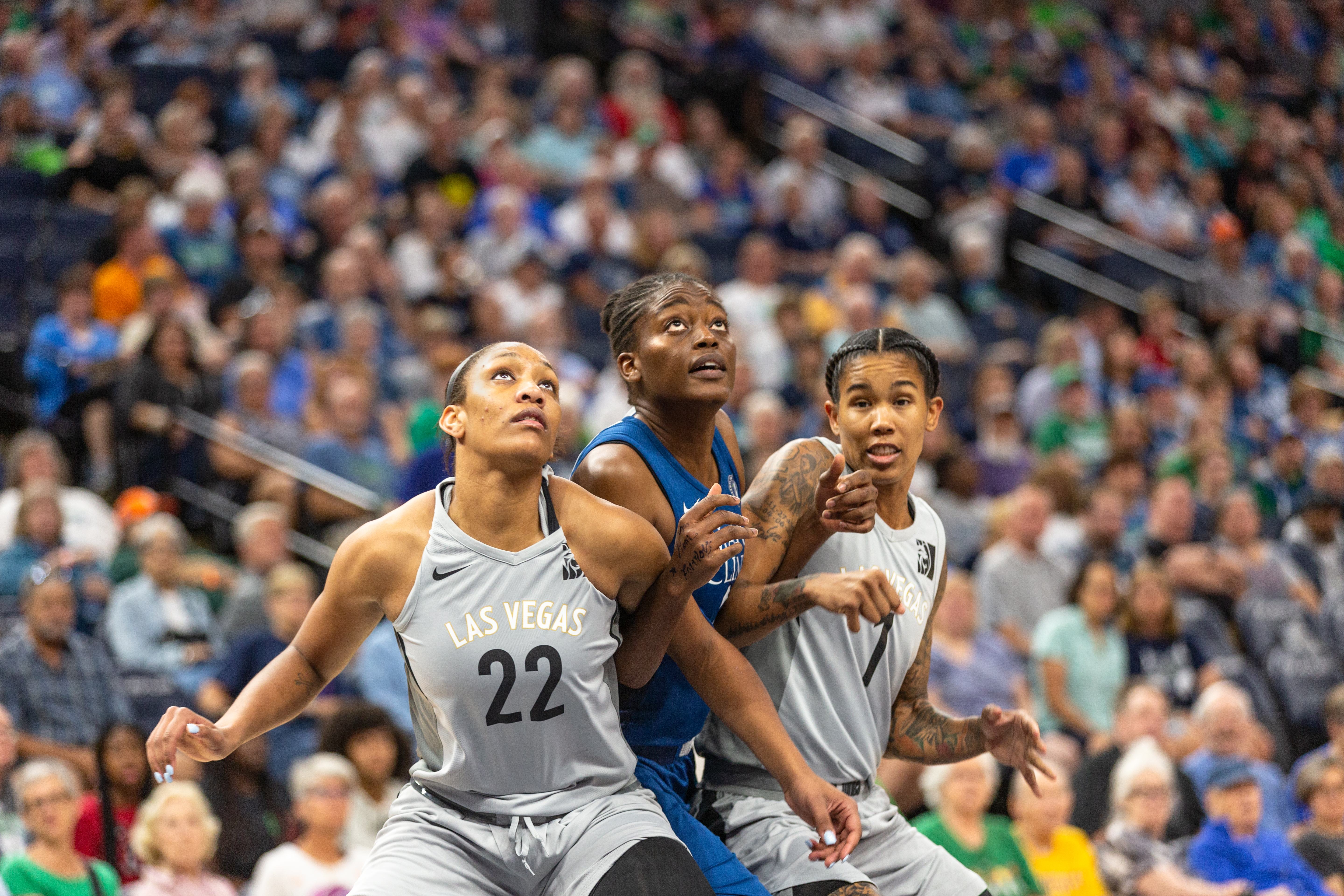
A’ja Wilson 2018.

## Spielstätte
| Saison | Zuschauer- schnitt | WNBA-Zu- schauerschnitt |
| ------ | ------------------ | ----------------------- |
| 2018   | 5.307              | 6.769                   |
| 2019   | 4.669              | 6.535                   |
| 2020   | COVID-19           | COVID-19                |
| 2021   | 3.127              | 2.620                   |
| 2022   | 5.607              | 5.646                   |
| 2023   | 9.551              | 6.615                   |
| 2024   | 11.283             | 9.807                   |

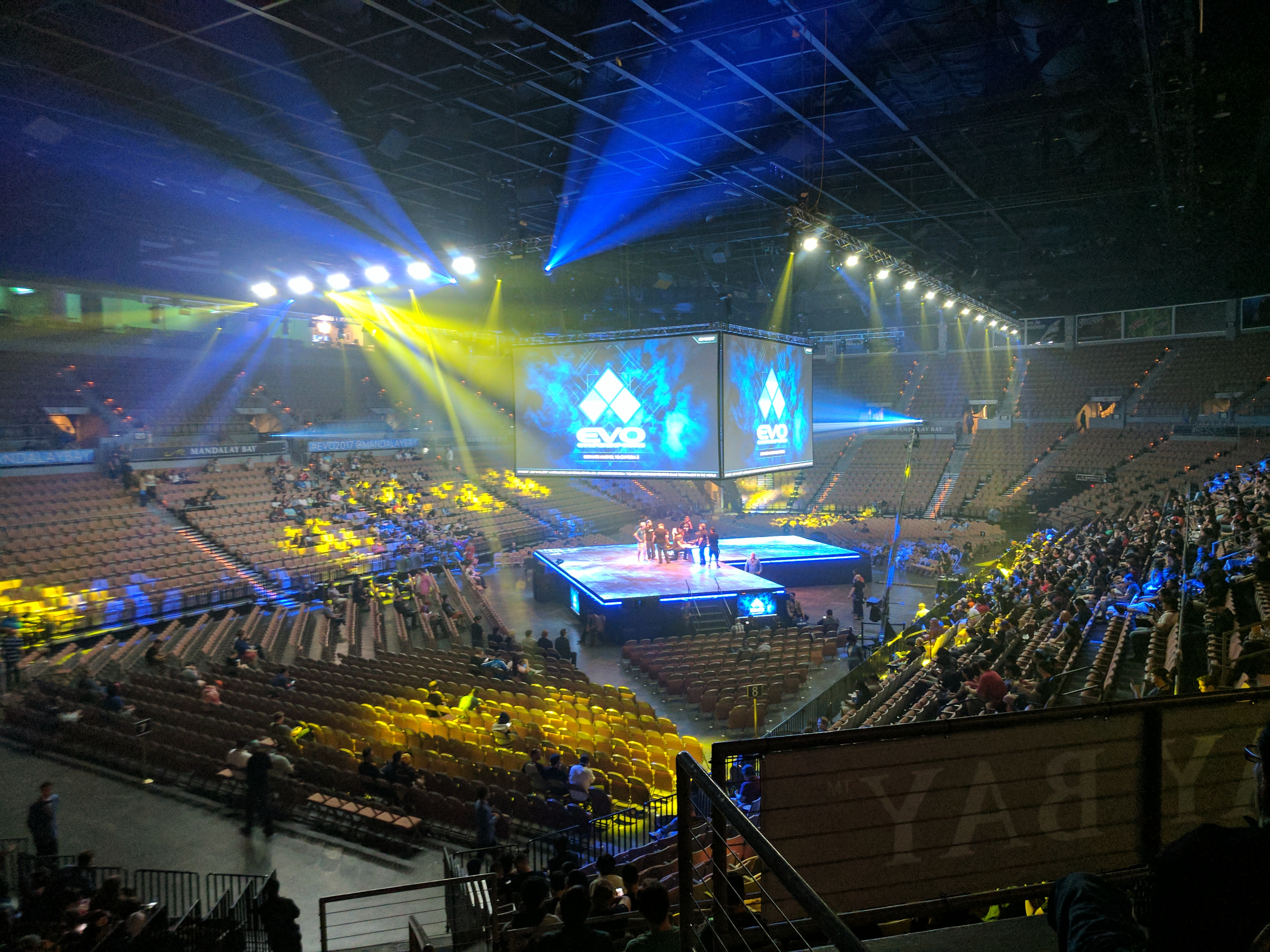
Die Evo 2017 im Mandalay Bay Events Center

Die Las Vegas Aces tragen ihre Heimspiele seit ihrem Umzug im Mandalay Bay Events Center in Paradise, Nevada aus.

### Zuschauerzahlen
In der Saison nach dem Umzug konnte das Team nur wenige Zuschauer anlocken und lag damit sowohl unter dem Ligaschnitt als auch unter dem Zuschauerzuspruch in der letzten Saison in San Antonio. Trotz der ersten Playoff-Teilnahme sanken die Zuschauerzahlen im Jahr 2019 dann noch.

## Erfolge und Ehrungen

### Sportliche Erfolge
Nachdem in Utah nur eine Playoff-Serie gewonnen werden konnte, erreichten die San Antonio Silver Stars 2008 zumindest die WNBA-Finals. In dieser Saison war das Team auch das beste der Western Conference. Die Aces erreichten in der zweiten Saison in Nevada zum ersten Mal die Playoffs und gelangten dort in die Runde der letzten vier.

### Individuelle Auszeichnungen
In den ersten beiden Saisons in Las Vegas ging jeweils eine Auszeichnung an eine Spielerin des Teams.
Rookie of the Year: Die Aces hatte vor der ersten Saison in Nevada den Nummer-1-Draft-Pick und A’ja Wilson bestätigte die in sie gesetzten Erwartungen und gewann die Ehrung des besten Liga-Neulings.
- 2018 – A’ja Wilson

Sixth Woman of the Year: In der zweiten Saison in Las Vegas stellte man mit Dearica Hamby die beste Ergänzungsspielerin.
- 2019 – Dearica Hamby

### Saisonübersicht
Abkürzungen: Sp. = Spiele, S = Siege, N = Niederlagen
| Saison                   | Sp. | S   | N   | Siege in % | Platz                  | Playoffs |
| ------------------------ | --- | --- | --- | ---------- | ---------------------- | --- |
| Utah Starzz              |     |     |     |            |                        | |
| 1997                     | 28  | 7   | 21  | 25,0       | 4., Western Conference | nicht qualifiziert |
| 1998                     | 30  | 8   | 22  | 26,7       | 5., Western Conference | nicht qualifiziert |
| 1999                     | 32  | 15  | 17  | 46,9       | 6., Western Conference | nicht qualifiziert |
| 2000                     | 32  | 18  | 14  | 56,3       | 5., Western Conference | nicht qualifiziert |
| 2001                     | 32  | 19  | 13  | 59,4       | 4., Western Conference | Niederlage in den Conference Semifinals, 0:2 (Sacramento Monarchs) |
| 2002                     | 32  | 20  | 12  | 62,5       | 3., Western Conference | Sieg in den Conference Semifinals, 2:1 (Houston Comets) Niederlage in den Conference Finals, 0:2 (Los Angeles Sparks)                                                   |
| Summe Starzz             | 186 | 87  | 99  | 46,8       |                        | 2 Playoff-Teilnahmen in 6 Saisons 3 Serien: 1 Sieg, 2 Niederlagen 7 Spiele: 2 Siege, 5 Niederlagen (28,6 %)                                                             |
| San Antonio Silver Stars |     |     |     |            |                        | |
| 2003                     | 34  | 12  | 22  | 35,3       | 6., Western Conference | nicht qualifiziert |
| 2004                     | 34  | 9   | 25  | 26,5       | 7., Western Conference | nicht qualifiziert |
| 2005                     | 34  | 7   | 27  | 20,6       | 7., Western Conference | nicht qualifiziert |
| 2006                     | 34  | 13  | 21  | 38,2       | 6., Western Conference | nicht qualifiziert |
| 2007                     | 34  | 20  | 14  | 58,8       | 2., Western Conference | Sieg in den Conference Semifinals, 2:1 (Sacramento Monarchs) Niederlage in den Conference Finals, 0:2 (Phoenix Mercury)                                                 |
| 2008                     | 34  | 24  | 10  | 70,6       | 1., Western Conference | Sieg in den Conference Semifinals, 2:1 (Sacramento Monarchs) Sieg in den Conference Finals, 2:1 (Los Angeles Sparks) Niederlage in den WNBA Finals, 0:3 (Detroit Shock) |
| 2009                     | 34  | 15  | 19  | 44,1       | 4., Western Conference | Niederlage in den Conference Semifinals, 1:2 (Phoenix Mercury) |
| 2010                     | 34  | 14  | 20  | 41,2       | 3., Western Conference | Niederlage in den Conference Semifinals, 0:2 (Phoenix Mercury) |
| 2011                     | 34  | 18  | 16  | 52,9       | 4., Western Conference | Niederlage in den Conference Semifinals, 1:2 (Minnesota Lynx) |
| 2012                     | 34  | 21  | 13  | 61,8       | 3., Western Conference | Niederlage in den Conference Semifinals, 0:2 (Los Angeles Sparks) |
| 2013                     | 34  | 12  | 22  | 35,3       | 5., Western Conference | nicht qualifiziert |
| Summe Silver Stars       | 374 | 165 | 209 | 44,1       |                        | 6 Playoff-Teilnahmen in 11 Saisons 9 Serien: 3 Siege, 6 Niederlagen 24 Spiele: 8 Siege, 16 Niederlagen (33,3 %)                                                         |
| San Antonio Stars        |     |     |     |            |                        | |
| 2014                     | 34  | 16  | 18  | 47,1       | 3., Western Conference | Niederlage in den Conference Semifinals, 0:2 (Minnesota Lynx) |
| 2015                     | 34  | 6   | 28  | 17,6       | 6., Western Conference | nicht qualifiziert |
| 2016                     | 34  | 7   | 27  | 20,6       | 6., Western Conference | nicht qualifiziert |
| 2017                     | 34  | 8   | 26  | 23,5       | 6., Western Conference | nicht qualifiziert |
| Summe Stars              | 136 | 37  | 99  | 27,2       |                        | 1 Playoff-Teilnahme in 4 Saisons 1 Serie: 0 Siege, 1 Niederlage 2 Spiele: 0 Siege, 2 Niederlagen (0,0 %)                                                                |
| Las Vegas Aces           |     |     |     |            |                        | |
| 2018                     | 34  | 14  | 20  | 41,2       | 5., Western Conference | nicht qualifiziert |
| 2019                     | 34  | 21  | 13  | 61,8       | 2., Western Conference | Sieg in der 2. Runde, 1:0 (Chicago Sky) Niederlage in den WNBA Semifinals, 1:3 (Washington Mystics)                                                                     |
| 2020                     | 22  | 18  | 4   | 81,8       | 1., Western Conference | Sieg in den WNBA-Semifinals, 3:2 (Connecticut Sun) Niederlage in den WNBA-Finals 0:3 (Seattle Storm)                                                                    |
| 2021                     | 32  | 24  | 8   | 75,0       | 1., Western Conference | Niederlage in den WNBA-Semifinals, 2:3 (Phoenix Mercury) |
| 2022                     | 36  | 26  | 10  | 72,2       | 1., Western Conference | Sieg in der 1. Runde, 2:0 (Phoenix Mercury) Sieg in den WNBA Semifinals, 3:1 (Seattle Storm) WNBA Meister, 3:1 (Connecticut Sun)                                        |
| 2023                     | 40  | 34  | 6   | 85,0       | 1., Western Conference | Sieg in der 1. Runde, 2:0 (Chicago Sky) Sieg in den WNBA Semifinals, 3:0 (Dallas Wings) WNBA Meister, 3:1 (New York Liberty)                                            |
| 2024                     | 40  | 27  | 13  | 67,5       | 2., Western Conference | Sieg in der 1. Runde, 2:0 (Seattle Storm) Niederlage in den WNBA Semifinals, 1:3 (New York Liberty)                                                                     |
| Summe Las Vegas Aces     | 238 | 164 | 74  | 68,9       |                        | 6 Playoff-Teilnahme in 7 Saison 13 Serien: 9 Siege, 4 Niederlagen 43 Spiele: 26 Siege, 17 Niederlagen (60,5 %)                                                          |
| Gesamt- summe            | 934 | 453 | 481 | 48,5       |                        | 15 Playoff-Teilnahmen in 28 Saisons 26 Serien: 13 Siege, 13 Niederlagen 76 Spiele: 36 Siege, 40 Niederlagen (47,4 %)                                                    |

## Spielerinnen

### Kader der Saison 2024
Stand: 14. Mai 2024
| Nr. | Land               | Name            | Position | Geburtsdatum | Erfahrung in WNBA | College                           |
| --- | ------------------ | --------------- | -------- | ------------ | ----------------- | --------------------------------- |
| 0   | Vereinigte Staaten | Jackie Young    | Guard    | 16.09.1997   | 5 Saisons         | University of Notre Dame          |
| 1   | Vereinigte Staaten | Kierstan Bell   | Forward  | 16.03.2000   | 2 Saisons         | Florida Gulf Coast University     |
| 2   | Vereinigte Staaten | Dyaisha Fair    | Guard    | 07.08.2001   | Rookie            | Syracuse University               |
| 7   | Israel             | Alysha Clark    | Forward  | 07.07.1987   | 11 Saisons        | Middle Tennessee State University |
| 10  | Vereinigte Staaten | Kelsey Plum     | Guard    | 24.08.1994   | 6 Saisons         | University of Washington          |
| 12  | Vereinigte Staaten | Chelsea Gray    | Guard    | 08.10.1992   | 9 Saisons         | Duke University                   |
| 17  | Vereinigte Staaten | Megan Gustafson | Center   | 13.12.1996   | 5 Saisons         | University of Iowa                |
| 20  | Vereinigte Staaten | Kate Martin     | Guard    | 05.06.2000   | Rookie            | University of Iowa                |
| 22  | Vereinigte Staaten | A’ja Wilson     | Forward  | 08.08.1996   | 6 Saisons         | University of South Carolina      |
| 32  | Vereinigte Staaten | Emma Cannon     | Forward  | 01.06.1989   | 5 Saisons         | Florida Southern College          |
| 41  | Turkei             | Kiah Stokes     | Center   | 30.03.1993   | 8 Saisons         | University of Connecticut         |
| 51  | Vereinigte Staaten | Sydney Colson   | Guard    | 06.08.1989   | 9 Saisons         | Texas A&M University              |

### Erstrunden-Wahlrechte beim WNBA Draft
| Name         | Jahr | Draft-Position |
| ------------ | ---- | -------------- |
| A’ja Wilson  | 2018 | 01.            |
| Jackie Young | 2019 | 01.            |

In den bisherigen zwei Spielzeiten nach dem Umzug von Texas nach Nevada vor der Saison 2018 hatte das Team der Aces zwei Draftrechte in der ersten Runde des WNBA Drafts. Das Franchise hatte dabei jeweils einen Draft-Pick in der ersten Runde
In beiden Drafts hatten die Aces jeweils den ersten Pick. Mit A’ja Wilson die im WNBA Draft 2018 ausgewählt wurde, erhielt bisher einmal eine Spielerin der Aces die Ehrung als bester Neuling des Jahres.